# Аброком
Аброком (погиб в 480 до н. э.) — представитель династии Ахеменидов.
Он был сыном персидского царя Дария I и Фратагуны. Фратагуна была дочерью брата Дария Артана. Поэтому для Аброкома Дарий являлся одновременно отцом и двоюродным дедом. Он и его брат Гиперант погибли 11 августа 480 года до н. э. в сражении при Фермопилах. Имя Аброкома является эллинизированным вариантом. Его персидским эквивалентом, вероятно, было имя Апаракама.